# Schedophilus pemarco
Schedophilus pemarco är en fiskart som först beskrevs av Poll, 1959.  Schedophilus pemarco ingår i släktet Schedophilus och familjen svartfiskar. IUCN kategoriserar arten globalt som livskraftig. Inga underarter finns listade i Catalogue of Life.